# РК СКА Минск
РК СКА Минск (блр. СКА Мінск) је белоруски рукометни клуб из Минска. Клуб је основан 1976. године и тренутно се такмичи у Првој лиги Белорусије.
СКА Минск је најуспешнији рукометни клуб Белорусије са 10 трофеја првенства Белорусије, 5 купа, 6 првенства СССР, 3 купа СССР,  3 Купа европских шампиона, 2 Купа победника купова, а такође је био финалиста ЕХФ купа и Суперкупа Европе.

## Успеси

### Национални
- Прва лига Белорусије
  - Првак (10): 1993, 1994, 1995, 1996, 1997, 1998, 1999, 2000, 2001, 2002.
  - Вицепрвак (6): 2004, 2005, 2006, 2007, 2008, 2011.

- Куп Белорусије
  - Освајач (5): 1998, 1999, 2000, 2001, 2006.

- Прва лига СССР
  - Првак (6): 1981, 1984, 1985, 1986, 1988, 1989.
  - Вицепрвак (5): 1982, 1983, 1987, 1990, 1992.

- Куп СССР
  - Освајач (3): 1980, 1981, 1982.

## Међународни
- Куп европских шампиона
  - Победник (3): 1986/87, 1988/89, 1989/90.

- Куп победника купова
  - Победник (2): 1982/83, 1987/88.

- ЕХФ куп
  - Финалиста (1): 1991/92.

- Суперкуп Европе
  - Финалиста (1): 1983.

## Познати бивши играчи
- Александар Каршакевич
- Георги Свириденко
- Константин Шароваров
- Михаил Јакимович
- Андреј Миневски
- Јури Шевцов
- Андреј Барбашински
- Алексеј Жук